# Toni, männlich, Hebamme – Eine Klasse für sich
Eine Klasse für sich ist ein deutscher Fernsehfilm von Sibylle Tafel aus dem Jahr 2023. Es handelt sich um die siebte Episode der ARD-Reihe Toni, männlich, Hebamme mit Leo Reisinger als Münchner Hebamme Toni in der Hauptrolle. Die deutsche Erstausstrahlung erfolgte am 17. März 2023 auf dem ARD-Sendeplatz Endlich Freitag im Ersten.

## Handlung
Toni hilft Luise beim Umzug zu Sami, wo er Wanda – die Schwester von Sami – kennenlernt. Sie hat das Down-Syndrom. Wanda müsste in die Werkstatt zur Arbeit, Luise bittet Toni, sie zu fahren. Unterwegs erreicht ihn ein Anruf von Karen, die Wehen hat. Toni will Wanda unterwegs absetzen, sie will aber unbedingt mitkommen. Wanda hilft Toni bei der Geburt. Als Toni sie danach zur Werkstatt bringt, äußert Wanda den Wunsch, ebenfalls Hebamme zu werden. Tom, der Chef der Werkstatt, schimpft mit ihr, weil sie schon wieder zu spät kommt.
Wieder zu Hause erfährt Toni von Franzl, dass seine Mutter Malu für sechs Wochen bei ihnen wohnt. Franzl will alles, was an Evi erinnert entsorgen, weil er Angst hat, dass Malu ein Problem damit haben könnte, dass seine Freundin 15 Jahre älter ist. Als Franzl erfährt, dass seine Mutter an einem neuen Buch schreibt, bekommt er Panik, weil er schon mal als Vorlage für ein Psychologiebuch von ihr herhalten musste. Der Evi spielt er eine Scharade vor, damit sie meint, er hätte verreisen müssen und sicher nicht auf seine Mutter trifft.
In der Praxis bekommt Toni von Luise einen Rüffel, weil er Wanda den Floh mit der Hebamme ins Ohr gesetzt hat. Doch Toni geht zu Evi, um sie zu fragen, ob eine Ausbildung nicht doch möglich wäre. Evi will zunächst nichts wissen, aber auch Karen kann sie davon überzeugen, dass Wanda geeignet wäre. Wanda muss aber zunächst einen Stresstest mit drei Baby-Simulationspuppen bestehen, was ihr mit Bravour glückt. Sami glaubt aber nicht daran, dass Wanda die Ausbildung durchstehen würde, Luise findet, sie sollte die Chance bekommen. Da eine Ausbilderin ausgefallen ist, darf Toni die Klasse mit Wanda übernehmen. Toni ist überrascht, wie taff Wanda in der ersten Stunde agiert, als sie mit blöden Bemerkungen konfrontiert wird.
Malu stört sich daran, dass Franzl immer noch Single ist und versucht Toni auszuquetschen, der reagiert aber gelassen auf die Anspielungen. Als Wanda in der Klasse Mühe mit den lateinischen Ausdrücken hat, will Toni sie verteidigen, macht aber alles nur schlimmer. Wanda läuft ihm davon, sie will nur noch nach Hause. Als sie unterwegs die Orientierung verliert, wird sie von einem Fahrradfahrer angerempelt und stürzt. Dennis – der in der Nähe in einem Handyshop arbeitet – hilft ihr. Sie sind sich gleich sympathisch und verabreden sich. Da es Franzl stört, wie seine Mutter über ihn denkt, spielt er ihr vor, eine Freundin zu haben. Niemand geringeres als Luise soll seine Freundin spielen. Toni amüsiert sich köstlich darüber, wie sie sich blamieren. Wanda macht einen Ausflug mit Dennis, als es zu regnen beginnt. Sie stellen sich in einer Hütte unter und kommen sich näher. Luise macht sich Gedanken wegen Wanda, weil sie sie mit Dennis weggehen gesehen hat. Sie spricht mit Toni darüber, er macht sich da keine Sorgen.
Bei der praktischen Prüfung will Evi, dass Wanda ihr hilft, obwohl sie das noch nie gemacht hat. Obwohl Evi ihr viele Steine in den Weg legt, schafft Wanda auch dies perfekt. Doch Wanda beginnt zu zweifeln, weil sie nie eine richtige Hebamme werden kann. Wieder zu Hause muss Wanda Lotta – die Tochter von Luise – hüten. Dennis kommt vorbei, um sie zu unterstützen. Als Lotta endlich schläft, landen die beiden auch im Bett. Als Sami und Luise auch nach Hause kommen, erwischen sie die beiden. Sami dreht völlig durch, weil sie Sex hatten. Er wirft Dennis hinaus, Wanda läuft auch davon und geht zu Toni. Da Sami ahnt, dass sie zu ihm gegangen ist, taucht er kurze Zeit später zusammen mit Luise auf. Sami will sich bei ihr entschuldigen, hat aber ein Problem damit, dass Dennis „normal“ ist. Er hat Angst, dass er Wanda ausnutzt und sie schwanger wird. Toni will Sami rausschmeißen, doch er will nicht gehen. Sie beginnen sich zu prügeln, Luise geht dazwischen und spediert ihn hinaus. Auf dem Nachhauseweg macht Sami Luise Vorwürfe, weil er eifersüchtig auf Toni ist.
Am nächsten Morgen in der Praxis machen sie im Kurs Schwangerschaftstests, eine Teilnehmerin findet heraus, dass sie schwanger ist. Wanda nimmt unbemerkt ihr Urin und tauscht es aus. Sie will mit dem Test Dennis testen. Sie konfrontiert ihn damit, er reagiert überrascht und hat Angst, weil das Kind auch Trisomie 21 haben könnte. Am nächsten Morgen will Toni Wanda wecken, sie ist aber schon weg und hat ihm einen Brief hinterlassen. Er findet sie in der Werkstatt, weil sie nicht mehr daran glaubt, die Ausbildung zu bestehen. Wanda sieht sich nur noch als Projekt von Toni, sie ist sich sicher, dass er damit Luise beweisen will, der bessere Typ als Sami zu sein. Nachdem Toni und Sami sich ausgesprochen und versöhnt haben, wollen sie Wanda in der Werkstatt für die Prüfung abholen, sie zweifelt zunächst, aber schließlich geht sie doch mit.
Malu steht plötzlich wieder bei Franzl im Haus, um zu fragen, ob sie wieder einziehen kann, weil sie sich zu Hause einsam fühlt. Evi kommt mit Toni dazu, sie treffen auf Malu, die wissen will, wer Evi ist. Franzl versucht die Situation zu klären, verstrickt sich aber wieder in Lügen. Evi will davonlaufen, aber Franzl erwischt sie noch und entschuldigt sich für das ganze Theater.
Wanda zieht bei Sami aus, weil sie auf eigenen Beinen stehen will. Toni spricht mit Luise, sie will wissen, wieso es mit ihnen nie funktioniert hat. Er meint lapidar, dass sie immer ein beschissenes Timing hatten.

## Hintergrund
Eine Klasse für sich wurde vom 28. Juni bis zum 27. August 2021 unter dem Arbeitstitel Ein stinknormales Leben (aka Was ist schon normal) in München und Umgebung gedreht. Produziert wurde der Film von der Bavaria Fiction.

## Rezeption

### Einschaltquote
Die Erstausstrahlung am 17. März 2023 im Ersten wurde von 3,07 Millionen Zuschauern gesehen, was einem Marktanteil von 10,8 % entspricht.

### Kritiken
Die Kritiker der Fernsehzeitschrift TV Spielfilm zeigten mit dem Daumen nach oben und vergaben für Humor zwei und für Spannung einen von drei möglichen Punkten. Sie resümierten: „Packt ein wichtiges Thema leicht, aber nicht seicht an.“
Tilmann P. Gangloff von Tittelbach.tv meinte dazu: „Wenn die Titelfiguren der Freitagsreihen im Ersten Unrecht wittern, betrachten sie Widerstand als ihre Pflicht. Deshalb mischt sich der von Leo Reisinger sehr tiefenentspannt verkörperte Geburtshelfer prompt ein, als einer jungen Frau mit Down-Syndrom die Erfüllung ihres Berufswunschs verwehrt wird: Wanda will Hebamme werden.“ und „Wie Luisa Wöllisch diese Rolle interpretiert, ist unbedingt preiswürdig.“